# Erval Velho
Erval Velho is een gemeente in de Braziliaanse deelstaat Santa Catarina. De gemeente telt 4.195 inwoners (schatting 2009).

## Aangrenzende gemeenten
De gemeente grenst aan Campos Novos, Capinzal, Herval d'Oeste en Lacerdópolis.